# Canutalito
Canutalito es un centro poblado del departamento colombiano de Sucre bajo jurisdicción de municipio del Ovejas. Hace parte de la subregión de los Montes de María. Está situada en la llamada baja montaña montemariana a una distancia de 26 km de la cabecera municipal.  

## Geografía
Canutalito se encuentra entre cerros y cerca al valle aluvial del arroyo Mancomoján. Limita al norte con el El Carmen de Bolívar, al específicamente con El Salado, al oeste hacia varios centros poblados del municipio de Ovejas (Sucre), al oriente con el municipio de Córdoba (Bolívar).
Altitud de 120 m s. n. m.

### División administrativa
Forman parte de Canutalito las veredas: Puerto Príncipe, El Cielito, Cienegueta.

## Historia
Entre el 16 y el 19 de febrero de 2000 fueron asesinados más de 66 civiles en este corregimiento. Los autores de la masacre pertenecían al Bloque Norte de las Autodefensas Unidas de Colombia (AUC).  Este asesinato masivo es conocido como la Masacre de El Salado.

## Demografía
Tiene una población de 5.000 habitantes.

## Economía

### Agricultura
La principal fuente económica y de producción es el tabaco, el sésamo, del que se producen 3 000 toneladas por temporada. El árbol de teca es una fuente de ingreso al centro poblado. Se producen artesanías.
En su subsuelo existe reserva de gas natural y parte de este también del acuífero de Morroa.